# Balizoma
Balizoma – rodzaj stawonogów z wymarłej gromady trylobitów, z rzędu Phacopida. Żył w okresie syluru.